# Гвинея на летних Олимпийских играх 1996
Гвинея принимала участие в Летних Олимпийских играх 1996 года в Атланте (США) в шестой раз за свою историю, но не завоевала ни одной медали. Страну представляли 4 мужчины и 1 женщина, принимавшие участие в соревнованиях по боксу и лёгкой атлетике.

## Бокс
Спортсменов — 1
| Спортсмен       | Категория | 1/16 финала                  | 1/8 финала           | 1/4 финала           | Полуфинал            | Финал                |           |
| Спортсмен       | Категория | Соперник и результат         | Соперник и результат | Соперник и результат | Соперник и результат | Соперник и результат |           |
| --------------- | --------- | ---------------------------- | -------------------- | -------------------- | -------------------- | -------------------- | --------- |
| Абубакар Диалло | 63,5 кг   | Нурхан Сулейманоглу Пор 5:21 | Не прошёл            | Не прошёл            | Не прошёл            | Не прошёл            | Не прошёл |

## Лёгкая атлетика
Спортсменов — 4
Мужчины
| Спортсмен       | Вид               | Забег     | Забег | Четвертьфинал | Четвертьфинал | Полуфинал | Полуфинал | Финал     | Финал     |
| Спортсмен       | Вид               | Результат | Место | Результат     | Место         | Результат | Место     | Результат | Место     |
| --------------- | ----------------- | --------- | ----- | ------------- | ------------- | --------- | --------- | --------- | --------- |
| Робер Луа       | 100 м             | 11,21     | 8     | Не прошёл     | Не прошёл     | Не прошёл | Не прошёл | Не прошёл | Не прошёл |
| Жозеф Луа       | 200 м             | 20,81     | 4     | 21,01         | 7             | Не прошёл | Не прошёл | Не прошёл | Не прошёл |
| Амаду Си Саване | 400 м с барьерами | 50,90     | 7     | Не прошёл     | Не прошёл     | Не прошёл | Не прошёл | Не прошёл | Не прошёл |

Женщины
| Спортсмен      | Вид   | Забег     | Забег | Четвертьфинал | Четвертьфинал | Полуфинал | Полуфинал | Финал     | Финал     |
| Спортсмен      | Вид   | Результат | Место | Результат     | Место         | Результат | Место     | Результат | Место     |
| -------------- | ----- | --------- | ----- | ------------- | ------------- | --------- | --------- | --------- | --------- |
| Сила М'ма Туре | 200 м | 26,64     | 8     | Не прошла     | Не прошла     | Не прошла | Не прошла | Не прошла | Не прошла |